# ボディーチェック

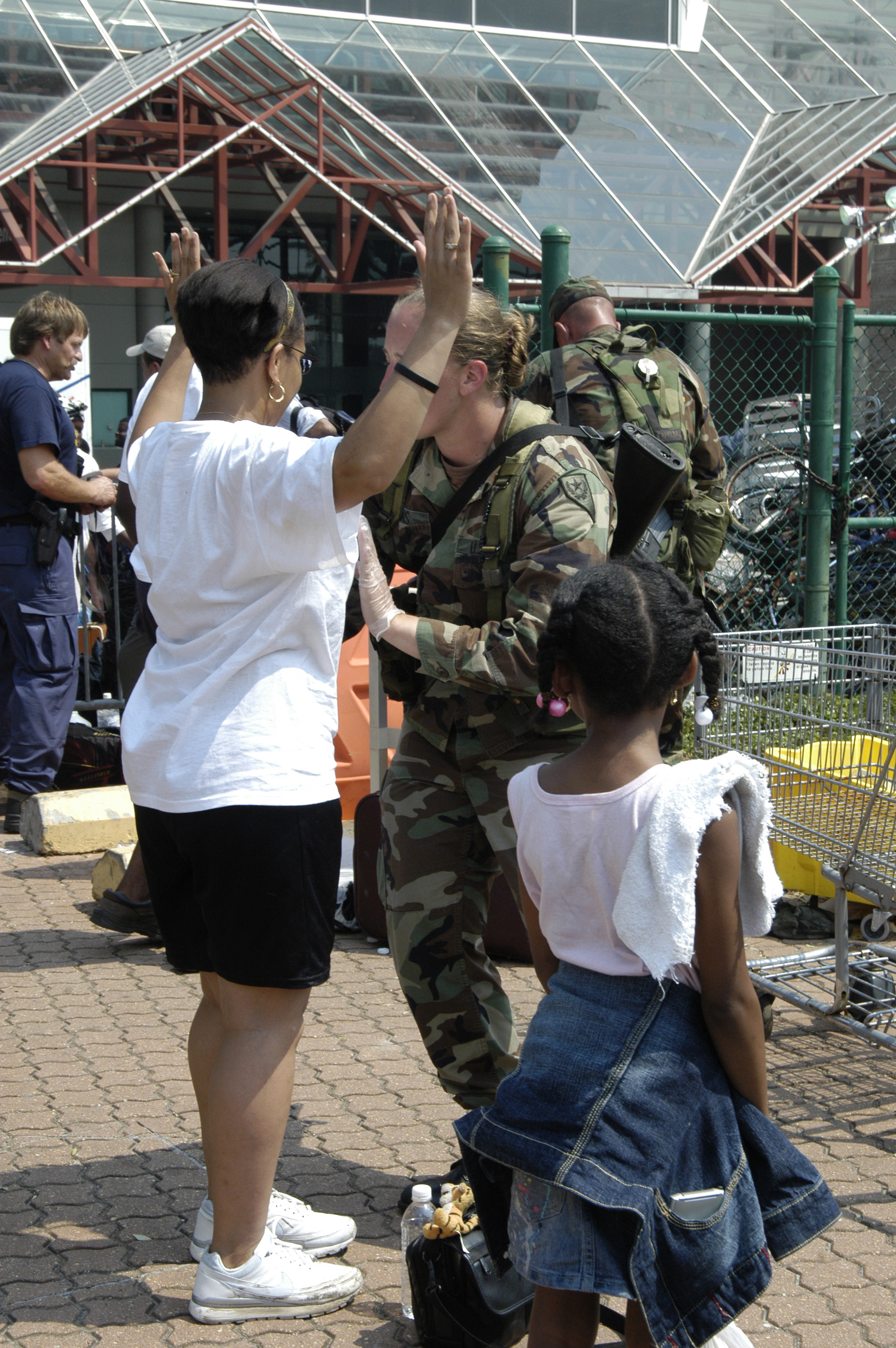
ハリケーン・カトリーナの襲来後のニューオリンズから人員輸送される前に身体検査を受ける避難民。

ボディーチェック（Frisking、pat down) とは、人が他人の衣服の上から身体に沿って手を動かし、隠された物を発見するために行われる簡易身体検査のひとつ。
英語で「body check」と称した場合、医療分野における「身体検査」（健康診断）、またはアイスホッケーなどのスポーツにおける体を張った阻止といった意味で用いられ、衣服の上から触れて確認する所持品検査という意味では用いられない。なお、全裸にした状態で行われる検査は「strip-search」と表現される。
英語の「Frisk」には、「跳ね回る、元気よく動かす」の意味がある。一方で、シュガーレス清涼菓子の「FRISK」はノルウェー語を由来とし、「新鮮」という意味である。

## 米国法
アメリカ合衆国では、法執行官は、犯罪に関与した合理的な疑いがあるが、逮捕するには十分な理由がない人物を短時間拘束することができる。このような拘束は「テリー・ストップ（Terry stop）」と呼ばれる。
武器の捜索も許可される場合、その手続きは「ストップ&フリスク（stop and frisk）」と呼ばれる。
そのような「ストップ」行為を正当化するために、法執行官は、犯罪が「行われた」、または「行われている」、もしくは「行われようとしている」ことを合理的な人（reasonable person）に示すように「具体的かつ明確な事実」を指摘することができなければならない。
法執行官は、その被疑者が執行官や他の人にとって危険な武器を所持していると合理的に疑われる場合、武器を探すために被疑者のボディーチェックを行うことができる。ただし、その捜索は武器を発見するために必要な程度のものに限定されなければならない。ただし、「プレイン・フィール」法理に従って、警察はボディーチェック（身体検査）の過程で発見した禁制品を押収することはできるが、それは禁制品の正体がすぐにわかる場合に限られる。

### ニューヨーク市のプログラム
ニューヨーク市警察は、「テリー・ストップ」の使用について批判を浴びている。支持者は、それが犯罪を減らすと言うが、市民権擁護者は、それが人種的プロファイリングであると言っている。元市警察のJohn A. Eterno氏は以下のように語っている。「私の考えでは、テリー・ストップのやり方は“広く網を張って、発見したものを見る”ようなものになっている。特に、これから話すような数字を見ると、的を射た取締りとは思えません」と、数字を示しながら「ブルックリン区ブラウンズビルの8つの奇数ブロックを調べたところ、2006年1月から2010年3月の間に、警察が約52,000件の“ストップ”を行ったことがわかりました」と続けた。
ニューヨーク市の「ストップ、クエスチョン、フリスク」プログラムと、市における黒人の歓迎という大きな問題に関するその記事の後の総括では、コラムニストが「2009年に市では58万件の“ストップ&フリスク”が記録されました。ボディーチェックを受けた人の大半（55％）は黒人で（ヒスパニック系も多い）、ほとんどが若者で、ほぼ全員が男性であった。参考までに、国勢調査局によると、同年、同市に住む13歳から34歳までの黒人男性は約30万人しかいません。ボディーチェックを受けた者のうち逮捕に至ったのはわずか6％でした」と指摘している。